# Bất bình đẳng giáo dục
Bất bình đẳng giáo dục là sự phân phối không đồng đều các nguồn lực học thuật, bao gồm nhưng không giới hạn của tài trợ của trường học, giáo viên có trình độ và kinh nghiệm, sách và công nghệ cho các cộng đồng bị loại trừ xã hội. Những cộng đồng người này có xu hướng bị thiệt thòi trong lịch sử và bị áp bức. Nhiều lần các cá nhân thuộc các nhóm bên lề này cũng bị từ chối quyền được nhập học vào các trường có nguồn lực dồi dào. Sự bất bình đẳng này dẫn đến sự khác biệt lớn trong thành công hay hiệu quả giáo dục của những cá nhân này và cuối cùng ngăn chặn sự di chuyển xã hội và kinh tế. Xem phần Thống kê để biết thêm thông tin.
Đo lường hiệu quả giáo dục thay đổi theo quốc gia và thậm chí các tỉnh/tiểu bang trong cả quốc gia. Nói chung, điểm số, điểm GPA, điểm kiểm tra, tỷ lệ bỏ học, thống kê tuyển sinh đại học và tỷ lệ hoàn thành đại học được sử dụng để đo lường thành công giáo dục. Đây là những thước đo khả năng thực hiện học tập của một cá nhân. Khi xác định những gì cần được đo lường về thành công giáo dục của một cá nhân, nhiều học giả và học giả cho rằng GPA, điểm kiểm tra và các biện pháp khác về khả năng thực hiện không phải là công cụ hữu ích duy nhất trong việc xác định hiệu quả. Ngoài thành tích học tập, việc đạt được các mục tiêu học tập, đạt được các kỹ năng và năng lực mong muốn, sự hài lòng, kiên trì và hiệu suất sau đại học nên được đo lường và tính toán khi xác định thành công giáo dục của các cá nhân. Các học giả cho rằng thành tích học tập chỉ là kết quả trực tiếp của việc đạt được mục tiêu học tập và có được các kỹ năng và năng lực mong muốn. Để đo lường chính xác hiệu quả giáo dục, bắt buộc phải tách biệt thành tích học tập bởi vì nó chỉ nắm bắt được khả năng thực hiện của học sinh và không nhất thiết là học tập hoặc khả năng sử dụng hiệu quả những gì họ đã học.
Phần lớn sự bất bình đẳng về giáo dục được cho là do sự chênh lệch kinh tế thường rơi vào các trường hợp phân biệt chủng tộc và nhiều cuộc trò chuyện hiện đại về công bằng giáo dục đã cho thấy chúng không thể tách rời khỏi địa điểm cư trú và gần đây hơn, là ngôn ngữ. Bất bình đẳng giáo dục giữa học sinh da trắng và học sinh dân tộc thiểu số tiếp tục kéo dài sự bất bình đẳng xã hội và kinh tế.
Trên khắp thế giới, đã có những nỗ lực liên tục để cải cách giáo dục ở tất cả các cấp. Với những nguyên nhân khác nhau bắt nguồn sâu sắc trong lịch sử, xã hội và văn hóa, sự bất bình đẳng này rất khó xóa bỏ. Mặc dù khó khăn, giáo dục là quan trọng đối với sự phát triển của xã hội. Giáo dục thúc đẩy " quyền công dân, bản sắc, bình đẳng về cơ hội và hòa nhập xã hội, sự gắn kết xã hội cũng như tăng trưởng kinh tế và việc làm" và vì những lý do này, sự bình đẳng về giáo dục được thúc đẩy rộng rãi.
Kết quả giáo dục không đồng đều được quy cho một số biến, bao gồm gia đình nguồn gốc, giới tính và tầng lớp xã hội. Thành tích, thu nhập, tình trạng sức khỏe và sự tham gia chính trị cũng góp phần vào sự bất bình đẳng giáo dục ở Hoa Kỳ và các quốc gia khác.